# Llei antitabac a l'Uruguai

Prohibició de fumar

Uruguai

Fumar a l'Uruguai en espais tancats es va convertir en il·legal el març de 2006. Ara els bars, restaurants o oficines on la gent es trobi fumant hauran de pagar una sanció de $ 1.100 o tancar per tres dies. Uruguai va ser el primer país d'Amèrica Llatina en prohibir el tabaquisme en espais tancats.
Els grups antitabac calculen que almenys la tercera part dels 3,4 milions d'uruguaians fumen. L'ex-president Tabaré Vázquez, un oncòleg practicant, va donar a conèixer que aproximadament 7 persones moren per dia a l'Uruguai com a resultat del tabaquisme (5.000 persones per any) i les seves conseqüències com a el càncer de pulmó, l'emfisema pulmonar i altres malalties.
Per promoure aquesta iniciativa, l'ex-president Vázquez va llençar una campanya coneguda com "Un Milió de Gràcies," la qual és una referència pel nombre de fumadors uruguaians. Sembla que va tenir bona acollida, ja que una enquesta del Ministeri de Salut Pública d'aquest país va certificar que la mesura va comptar amb el suport del 70% dels fumadors.
El president va ser una de les figures importants en la lluita contra el tabaquisme al país, la qual és una de les més sòlides del món, i similar a les que ja s'han posat en pràctica en països com Irlanda, Suècia i Noruega.
El 2010, la tabaquera Philip Morris va presentar una demanda judicial contra l'estat uruguaià per les seves mesures antitabac.